# Buckingham (Florida)
Buckingham è un census-designated place (CDP) degli Stati Uniti d'America, nella contea di Lee.